# La espía que me amó (película)
La espía que me amó (The Spy Who Loved Me), es una película británica de espionaje y acción estrenada en 1977, es la décima entrega de la saga de James Bond producida por Eon Productions y la tercera en ser protagonizada por Roger Moore como James Bond, agente ficticio 007 de MI6. La película está coprotagonizada por Barbara Bach y Curt Jürgens y fue dirigida por Lewis Gilbert y el guion fue escrito por Christopher Wood y Richard Maibum, con una reescritura sin acreditar por Tom Mankiewicz.
La película toma su título de la novela homónima de Ian Fleming, el décimo libro de la serie de novelas de James Bond, aunque no contiene ningún elemento de la trama de la novela siendo la primera película de Bond con un guion completamente original para el cine, debido a disputas de derechos de autor de Kevin McClory con la novela original. El argumento involucra a un megalómano solitario llamado Karl Stromberg, que planea destruir el mundo y crear una nueva civilización bajo el mar. Bond forma equipo con Anya Amasova, una agente de la Soviética, para detener los planes, mientras es perseguido por Jaws, el poderoso secuaz de Stromberg.
Con un presupuesto de 14 millones de dólares y fue un gran éxito de taquilla: recaudó más de 185 millones de dólares, también fue bien recibida por la crítica. Se rodó en localizaciones de Egipto (El Cairo y Luxor) y Italia (Costa Esmeralda, Cerdeña), con escenas submarinas filmadas en las Bahamas (Nassau), y un nuevo escenario de sonido construido en Pinewood Studios para un enorme decorado que representaba el interior de un superpetrolero. La espía que me amó fue bien recibida por la crítica, que consideró la película como un retorno a la forma de la franquicia y elogió la actuación de Moore. El propio Moore calificó la película como su favorita de su etapa como Bond.  La banda sonora compuesta por Marvin Hamlisch también tuvo éxito. La película fue nominada a tres Premios de la Academia entre otras muchas nominaciones y novelada en 1977 por Christopher Wood como James Bond, The Spy Who Loved Me.

## Argumento
En la secuencia precréditos ocurre el robo de dos submarinos de misiles balísticos, uno de la Marina Real Británica y otro de la Armada Soviética. En el Kremlin el general Anatol Alexis Gogol (Walter Gotell), líder del KGB, llama a la agente Anya Amasova (Barbara Bach) alertándola de la situación, mientras está con su prometido Sergei Barzov (Michael Billington) en un sitio de descanso. Mientras tanto, M (Bernard Lee) hace que Moneypenny (Lois Maxwell) llame a su mejor agente —es decir James Bond (Roger Moore)— para que se encargue de la investigación. Este se encuentra realizando una misión en Bengarten, Austria donde también sostiene una relación con una hermosa chica (Sue Vanner), la cual al ver que Bond se iba lo delata con varios agentes enemigos que lo persiguen y le disparan y, tras una gran persecución en la nieve, da muerte a uno de sus atacantes y logra escapar en un paracaídas con la bandera británica.
Mientras, la agente Amasova (también llamada agente Triple X) llega al cuartel de la KGB y se le pide investigar la desaparición del submarino ruso y a la vez se le da la mala noticia de que su prometido, quien también era agente, fue asesinado en Austria en medio de una operación de la Inteligencia Británica. Entre tanto Bond, también enterado de la pérdida de un submarino, llega al buque insignia de la Marina británica donde se encuentra con Q, el ministro de defensa Sir Frederick Gray (Geoffrey Keen), el capitán Benson (George Baker), y el almirante Hargreaves (Robert Brown), quienes descubren que el submarino estaba en aguas rusas, detectado gracias a las ondas de calor que emite, además de saber de la venta del sistema de localización de submarinos el cual podría estar ofrecido al mejor postor.
Mientras, el empresario marítimo Karl Stromberg (Curd Jürgens) le paga a dos socios; el doctor Bechmann (Cyril Shaps) y el profesor Markovitz (Milo Sperber) la información que estos le suministraron de los submarinos británico y soviético, aunque les informa de la venta del sistema de localización de submarinos y por ello asesina a su secretaria (Marilyn Galsworthy), por ser quien vendió la información y por ende ser conocedora cercana de los planes de Stromberg. Mientras su base Atlantis emerge del agua, Stromberg asesina a Bechmann y a Markovitz para no dejar rastro de lo que hizo, a la vez que le ordena a dos secuaces; Sandor (Milton Reid) y Jaws (Richard Kiel), matar a todo aquel que tuviera el microfilm que contenga información de los submarinos.
En Egipto, Bond se encuentra con el Jeque Hosein (Edward de Souza), un viejo amigo que lo lleva con Aziz Fekkesh (Nadim Sawalha), quien tiene un apartamento en El Cairo. Bond al día siguiente acude al departamento de Fekkesh siendo recibido por Felicca (Olga Bisera), quien le dice que Fekkesh se encuentra ausente. Pero Sandor, quien vigilaba a Bond y esperaba a Fekkesh, da muerte a Felicca y ambos inician una pelea en la azotea del edificio. 007 mata a Sandor cayendo de la azotea, no sin antes decirle a Bond que Fekkesh estaba en las pirámides. Esa misma noche 007 llega a las pirámides de Guiza, donde ve que su colega, la agente Amasova, estaba conversando con Fekkesh. Este se ausenta para después ser asesinado por Jaws, quien lo vigilaba. Bond sigue a Fekkesh y presencia el asesinato y trata de confrontar a Jaws, quien escapa gracias a la variación de luces del acto en las pirámides, Bond se acerca al cadáver de Fekkesh viendo que tenía una cita con Max Kalba en un club en la noche siguiente. Luego de encontrarse con Amasova le dice que no mató a Fekkesh y después se enfrenta a agentes soviéticos que lo acusaban de haberlo matado y que a su vez acompañaban a Amasova.
A la noche siguiente, 007 se dirige a un bar donde Fekkesh se iba a reunir con un hombre que poseía el microfilm, Max Kalba (Vernon Dobtcheff) y tiene un ameno encuentro con la agente Triple X donde se conocen, aunque uno sabe mucho del otro, e intentan comprar el microfilm como diera lugar, pero Kalba al recibir el engaño de una falsa llamada es muerto por Jaws, disfrazado de reparador telefónico, donde roba el microfilm. Ambos agentes lo siguen metiéndose en la camioneta del asesino hasta en medio del desierto a una antigua construcción egipcia. Jaws logra escabullirse y se enfrenta a Bond hasta que recuperan el microfilm pero enfrentándose al asesino quien cae inconsciente luego de provocar la caía accidental de un techo en reparación. Los dos agentes logran escapar en la camioneta, la cual se avería en medio del desierto. Al llegar al río Nilo un barquero ofrece llevarlos a El Cairo. Bond revisa el microfilm, el cual es robado por la agente, quien lo hace dormir con un somnífero luego de que ambos compartieran un beso. Al llegar a El Cairo, Bond se dirige al templo de Abu Simbel donde se encuentra con su superior M, su colega Gogol, Moneypenny y la agente Amasova. Tras comprobar que el microfilm era auténtico, la información importante había sido borrada y en el microfilm se descubre con la ayuda de Q que la empresa de Stromberg poseía el dispositivo, esto hace que colaboren los mejores agentes de los servicios secretos británico y soviético: James Bond y Anya Amasova.
Al día siguiente, Bond y Amasova llegan a Cerdeña para contactar a Stromberg. Cuando viajaban en tren se enfrentan de nuevo a Jaws quien trata de asesinarlos, pero Bond domina la pelea arrojando a Jaws fuera del tren luego de electrocutar sus dientes. Los dos agentes pasan la noche juntos estando Amasova agradecida con Bond y este levemente herido, pero poco a poco él y Amasova se empiezan a enamorar. Al llegar a Cerdeña Q le da a ambos un coche Lotus Esprit (también llamado Wet Nellie) con el cual se transportan a su hotel y ven un mensaje de Stromberg donde les concede una cita. Naomi (Caroline Munro), la asistente de Stromberg, los lleva a Atlantis, haciéndose pasar por Robert Sterling; un biólogo marino y fingiendo una relación marital con Amasova. Bond visita a Stromberg donde ambos comparten conocimientos sobre varias especies marinas y descubre que el multimillonario y desequilibrado Stromberg planea propiciar un nuevo génesis bajo las aguas, a la vez que Amasova veía una clave de la implicación de Stromberg en la desaparición de los submarinos; su buque cisterna Liparus; uno de los más grandes del mundo. Una vez que ambos agentes abandonan el cuartel de Stromberg, este confirma junto a Jaws que ellos dos eran agentes y le ordena la muerte de ambos. Bond, utilizando su Lotus Esprit, logra vencer a Jaws y varios secuaces de Stromberg. Luego son perseguidos por Naomi quien, desde su helicóptero, les dispara y Bond convierte su carro en un submarino y dispara un misil contra Naomi. Dentro del Lotus submarino observan las bellezas del océano para luego acercarse a la guarida del villano, cuya parte submarina contiene una sala donde empleados de Stromberg observan un enorme mapa, pero son atacados por asesinos de Stromberg y aunque logran neutralizarlos, el coche es parcialmente dañado.
Tras escapar de morir, Bond notifica a Amasova que el Liparus no había tocado puerto aunque un submarino los llevaría a ver el buque. Sin embargo, tras ver que Bond tenía un encendedor traído de Austria, Amasova le muestra una foto de su prometido Sergei Barzov quien fue asesinado hacia tres semanas, confirmando que uno de los atacantes de Bond que murió en la secuencia precréditos resultó ser Barzov. Aunque 007 no sabía ni le logró reconocer el rostro, la agente promete que una vez terminada la misión matará a 007.
Más tarde en el submarino USS Wayne logran ver que el Liparus nunca tocó puerto y que siempre había estado en medio del océano. El submarino es capturado por el barco Liparus el cual contiene dos compuertas en su proa, la tripulación secuestrada junto con Bond y Amasova, quienes se enteran de los planes de Stromberg: destruir a la humanidad para construir un nuevo mundo bajo el agua, haciendo que los submarinos secuestrados lancen cada uno un misil atómico a Moscú y otro un misil sobre Nueva York provocando una guerra nuclear. 
La agente es secuestrada por el villano y Bond escapa de sus captores liberando a la tripulación del submarino y de los demás secuestrados, los cuales se arman y se unen para matar a los secuaces de Stromberg. Sin embargo, al intentar llegar a la sala de control, esta se encuentra blindada y fuertemente protegida y Bond con el detonador de un misil atómico logra destruir el blindaje y entrar al puente del buque y hacer que los submarinos se lancen el misil uno al otro. Frustrados los planes de Stromberg, Bond y las tripulaciones destruyen el buque y huyen para buscar Atlantis, la guarida de Stromberg, una base submarina con el fin de destruirla. 
Bond, usando una motocicleta acuática enviada por Q y lanzada desde un submarino de la Armada Real Británica, que va a intervenir para destruir la base submarina Atlantis, pide 40 minutos para rescatar a Amasova de la base submarina. Bond logra entrar a la base submarina Atlantis en donde asesina a Stromberg antes de que lo matase, derrota a Jaws usando un enorme magneto hacia su dentadura metálica y arrojándolo a un tiburón (el mismo con el que Stromberg había matado a su secretaria) pero Jaws logra vencer al escualo y huir. Bond rescata a Amasova en el momento en que el submarino de la Armada Real Británica lanza un potente misil destruyendo la base submarina Atlantis. 
Bond y Amasova escapan por una cápsula de Atlantis, Amasova se propone a matarlo con su propia pistola pero el agente la seduce como 'última voluntad' y hacen el amor mientras están en la cápsula de escape. Una vez destruida Atlantis son vistos con sorpresa e indignación por sus superiores cuando la cápsula es rescatada por un barco.

## Reparto

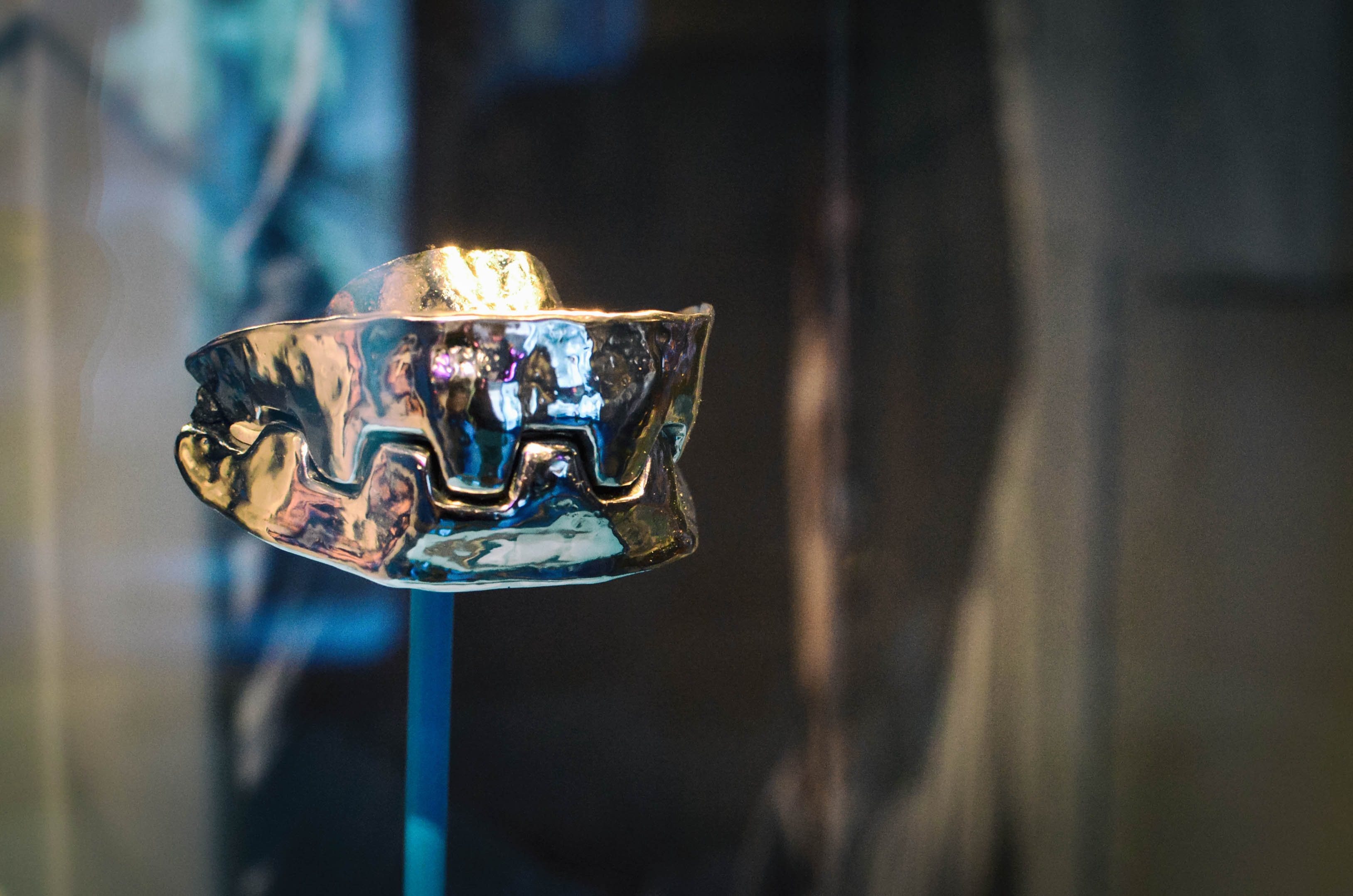
Dentadura de metal usada por Richard Kiel para el personaje de Jaws.

- Roger Moore: James Bond (007), agente secreto del MI6 británico, enviado a investigar el robo de dos submarinos.
- Barbara Bach: Anya Amasova (Agente Triple X): agente del KGB soviético también enviada a investigar el robo. Bach fue contratada sólo cuatro días antes de que comenzara la fotografía principal, y realizó su audición esperando sólo un papel secundario en la película.[7]
- Curd Jürgens: Karl Stromberg, empresario marítimo megalómano que pretende disparar la 3ª Guerra Mundial para destruir el mundo y crear una nueva civilización en el agua.[7] El casting de Jürgens fue una sugerencia del director Lewis Gilbert, que ya había trabajado con él.
- Richard Kiel: Jaws (En España 'Tiburón' y en Hispanoamérica 'Mandíbulas'), asesino a sueldo aparentemente indestructible, aquejado de gigantismo y con una dentadura de metal. Primera aparición del personaje siendo uno de los más célebres en la historia del cine.
- Caroline Munro como Naomi: Piloto personal de Stromberg y asesina. El casting de Munro se inspiró en una campaña publicitaria que había realizado.[7] Su voz fue doblada por Barbara Jefford (no acreditada), quien anteriormente había doblado a Daniela Bianchi en From Russia with Love.[8]
- Geoffrey Keen: Sir Fredrick Gray, Ministro de Defensa británico. Keen repetiría el papel en otras cinco películas de Bond.[9]
- Edward de Souza: Sheikh Hosein, un jeque árabe y viejo amigo de Bond; fueron compañeros en Cambridge.
- George Baker: Captain Benson,  un oficial naval británico destinado en la base naval de Royal Navy en Escocia.
- Lois Maxwell: Miss Moneypenny, secretaria de M.
- Walter Gotell: General Anatol Gogol. Primera aparición del personaje. Director de la KGB soviética y jefe de Amasova. Curiosamente Gotell había interpretado al personaje de Morzeny en From Russia with Love en 1963. Gotell también repetiría este papel en otras cinco películas de Bond.[9]
- Vernon Dobtcheff: Max Kalba, propietario de un club nocturno egipcio y chantajista del mercado negro que posee el microfilm e intenta animar a Bond y a Amasova a pujar por él.
- Desmond Llewelyn: Q, Oficial inventor de MI6. Provee a Bond de gadgets y vehículos especiales como el Lotus Esprit que se convierte en submarino. Amasova se refiere a él con su nombre de oficial; Mayor Boothroyd.
- Michael Billington: Sergei Barsov, agente ruso y amante de Anya Amasova. Billington ya había hecho una prueba de selección para el papel de Bond.[10]
- Bernard Lee: M, Director de MI6. Se revela por primera vez su verdadero nombre; Sir Miles Messevery.
- Shane Rimmer: Comandante Carter, oficial al mando del USS Wayne.
- Bryan Marshall : Comandante Talbott, oficial al mando del HMS Ranger.
- Nadim Sawalha: Aziz Fekkesh, un intermediario en la pista del microfilm robado.
- Robert Brown: Almirante Hargreaves, un oficial de la Marina Real Británica. Primera aparición en la saga del actor, quien posteriormente interpretaría a M en 4 películas de la saga tras el fallecimiento de Bernard Lee.
- Sue Vanner: Chica de la cabaña; una agente rusa que tiende una trampa a 007 en la secuencia previa a los créditos.

Otros actores con papeles menores son Sydney Tafler como capitán del submarino Liparus, Eva Rueber-Staier como Rubelvitch, secretaria del General Gogol; Milton Reid como Sandor, uno de los sicarios de Stromberg; Olga Bisera como Felicca, glamorosa asociada de Fekkesh; Valerie Leon recepcionista del hotel en Cerdeña, Cyril Shaps como Profesor Beckmann, Milo Sperber como Dr. Markovitz, Albert Moses como barman egipcio, Marilyn Galsworthy como la secretaria que traiciona a Stromberg.
Nicholas Campbell, Bob Sherman, Murray Salem, John Truscott, Vincent Marzello, Garrick Hagon, Ray Jewers, and George Mallaby aparecen como tripulantes del USS Wayne. Barry Andrews, Kevin McNally, Jeremy Bulloch, Sean Bury, David Auker, Keith Buckley, y John Salthouse aparecen como tripulantes del HMS Ranger.
El ayudante de dirección de las localizaciones italianas, Victor Tourjansky, tuvo un cameo como hombre que bebe su vino mientras el Lotus de Bond emerge de la playa. Como broma, volvió a tener apariciones similares en otras dos películas de Bond rodadas en Italia; Moonraker (en la secuencia de la góndola/Aerodeslizador en Venecia) y en Sólo para tus ojos (durante la persecución de esquíes).

## Producción
Dada la relativamente escasa rentabilidad y la respuesta generalmente desfavorable de la crítica a su predecesora, El hombre de la pistola de oro (1974), La espía que me amó fue una película fundamental para la franquicia Bond. El proyecto estuvo plagado de dificultades desde el principio. La primera fue la salida del productor de Bond, Harry Saltzman, que se vio obligado a vender su mitad de la franquicia cinematográfica de Bond en 1975 por 20 millones de libras. Saltzman se había metido en otras empresas de dudosa promesa, incluida una película biográfica no filmada sobre Cuthbert Grant, protagonizada por Sean Connery, y por lo tanto estaba pasando por reveses financieros personales no relacionados con Bond. Saltzman ofreció sus acciones en la empresa como garantía de sus préstamos, y UBS intentó embargarlas. Cuando el intento de adquisición hostil de Technicolor por parte de Saltzman desembocó en una demanda, Broccoli se negó a permitirle utilizar los fondos de Danjaq, lo que llevó a la empresa a un punto muerto, ya que Saltzman se negó a permitir que se realizara otra película de Bond. Esto se vio agravado por la doble tragedia personal del cáncer terminal de su esposa y muchos de los síntomas de la depresión clínica en él mismo.
Según el acuerdo de distribución de Danjaq con United Artists, debía producir una adaptación de Bond cada dieciocho meses y corría el riesgo de perder los derechos de la serie a favor de UA si no lo hacía. Sin embargo, Saltzman siguió bloqueando la producción de otra película de Bond y se negó a permitir que Broccoli comprara sus acciones. Maurice Binder y Broccoli mantuvieron negociaciones para vender las acciones de Saltzman a Adnan Khashoggi, David Frost, Lord Hanson, y Lord Harlech. Saltzman finalmente aceptó vender sus acciones directamente a United Artists para que otra película de Bond pudiera salir adelante. Aunque Broccoli se opuso inicialmente al acuerdo, accedió después de que Saltzman recibiera una contraoferta para vender sus derechos al estudio rival Columbia Pictures.
Otro aspecto problemático de la producción fue la dificultad para conseguir un director. Los productores se pusieron en contacto con Steven Spielberg, que estaba en fase de postproducción para Tiburón, pero Spielberg declinó la oferta El primer director contratado para la película fue Guy Hamilton, que dirigió las tres películas anteriores de Bond, así como Goldfinger, pero abandonó la dirección después de que le ofrecieran la oportunidad de dirigir la película Superman: The Movie de 1978, aunque finalmente Richard Donner se hizo cargo del proyecto. Eon Productions recurrió posteriormente a Lewis Gilbert, que había dirigido la anterior película de Bond Sólo se vive dos veces.
Con un director finalmente asegurado, el siguiente obstáculo era terminar el guion, que había pasado por varias revisiones de numerosos escritores. El villano inicial de la película era Ernst Stavro Blofeld; sin embargo, Kevin McClory, que poseía los derechos cinematográficos de Thunderball, obtuvo una orden judicial que prohibía a Eon Productions utilizar el personaje de Blofeld o su organización criminal internacional SPECTRE, lo que retrasó aún más la producción de la película. El villano se cambió más tarde de Blofeld a Stromberg para que la orden judicial no interfiriera en la producción. Más tarde, Gilbert contrató a Christopher Wood para completar el guion. Aunque Fleming había pedido que no se utilizara ningún elemento de su libro original, los personajes cinematográficos de Jaws y Sandor están basados en los personajes de la novela Sol Horror y Sluggsy Morant, respectivamente. Horror se describe como un personaje con dientes de acero, mientras que Sluggsy tenía una clara cabeza calva.
Desde que Ian Fleming permitió a Eon utilizar sólo el nombre de su novela, pero no la trama real, el nombre de Fleming se trasladó por primera vez de encima del título de la película a encima de "James Bond 007". Su nombre volvió a la ubicación tradicional para Moonraker, la última película de Bond oficial basada en una novela de Fleming antes de Casino Royale en 2006. Sin embargo, el estilo de créditos utilizado por primera vez en La espía que me amó se ha utilizado en todas las películas de Eon Bond desde For Your Eyes Only, incluyendo Casino Royale.

### Guion
Broccoli encargó el guion a varios guionistas, como Stirling Silliphant, John Landis, Ronald Hardy, Anthony Burgess, Cary Bates, y Derek Marlowe. El productor británico de televisión Gerry Anderson también declaró que proporcionó un tratamiento (aunque originalmente pensado para lo que sería la película Moonraker) muy similar a lo que terminó siendo La espía que me amó. El guion de Bates presentaba a Bond y a su antigua aliada Tatiana Romanova formando un equipo para detener un secuestro de SPECTRE de un submarino nuclear coordinado por Hugo Drax desde una base bajo el Lago Ness. El borrador de Burgess, con personajes de su anterior novela Temblor de intención: Una novela de espionaje escatológico, presentaba a Bond luchando contra la organización criminal CHAOS en Singapur y frustrando un complot para asesinar a la reina Isabel II por un atentado contra la Ópera de Sidney. Andrew Biswell, de la Fundación Internacional Anthony Burgess, lo describió como "una escandalosa mezcla de sadismo, hipnosis, acupuntura y terrorismo internacional". Landis, que trabajaba en la misma oficina que Burgess, escribió otro guion sobre Bond deteniendo un secuestro del Papa en América Latina.
Finalmente, Richard Maibaum proporcionó el borrador inicial, y al principio trató de incorporar ideas de todos los demás escritores en su guion. El guion original de Maibaum presentaba una alianza de terroristas internacionales -incluyendo las Brigadas Rojas, la Baader-Meinhof Gang, la Organización Septiembre Negro y el Ejército Rojo Japonés - atacando el cuartel general de SPECTRE en Noruega y deponiendo a Ernst Stavro Blofeld, antes de intentar destruir el mundo con ataques nucleares de SLBM contra las depósitos de petróleo del mundo para dar paso a un Nuevo orden mundial. Maibaum hizo una búsqueda de localizaciones en Budapest para el concepto. Sin embargo, se archivó porque Broccoli lo consideró demasiado político.
Después de que Gilbert volviera a ser director, decidió incorporar a otro guionista, Christopher Wood. Gilbert también decidió arreglar lo que, en su opinión, hacían mal las anteriores películas de Roger Moore, que era escribir el personaje de Bond de forma demasiado parecida a como lo interpretaba Sean Connery, y en su lugar retratar a Bond más cerca de los libros: "muy inglés, muy suave, con buen sentido del humor". Broccoli pidió a Wood que creara un villano con dientes de metal, Tiburón, inspirado en un esbirro con corchetes llamado Horror en la novela de Fleming.
Broccoli aceptó los cambios propuestos por Wood, pero antes de que pudiera ponerse a trabajar hubo más complicaciones legales. En los años transcurridos desde Thunderball, Kevin McClory había creado dos compañías cinematográficas y estaba intentando hacer una nueva película de Bond en colaboración con Sean Connery y el novelista Len Deighton. McClory se había enterado de los planes de Broccoli de utilizar a SPECTRE, una organización que había sido creada por Fleming mientras trabajaba con McClory y Jack Whittingham en el primer intento de filmar Thunderball, antes incluso de que fuera una novela, a finales de los años cincuenta. McClory amenazó con demandar a Broccoli por violación de los derechos de autor, alegando que tenía el derecho exclusivo de incluir a SPECTRE y sus agentes en todas las películas. Como no quería prolongar la disputa legal que ya existía y que podría haber retrasado la producción de la película, Broccoli pidió a Wood que eliminara del guion todas las referencias a Blofeld y a SPECTRE.
Broccoli decidió incluir a la KGB en la película como aliados de Bond después de mostrar a un grupo de rusos una película de James Bond durante la producción de El pájaro azul en la Unión Soviética. Cuando disfrutaron de la película pero comentaron que no se podía proyectar allí porque era demasiado "antirrusa", Broccoli decidió incluir a personajes como Amasova y Gogol que serían "no un héroe, ni un villano, pero aceptables en términos de distribución rusa".
Tom Mankiewicz, que trabajó en las tres películas anteriores de Bond, afirma que se le llamó para que hiciera una amplia reescritura del guion. Mankiewicz dice que no recibió crédito, porque Broccoli tenía limitado el número de personas no británicas en puestos clave que podía emplear en las películas para obtener la ayuda de Eady Levy. Vernon Harris también hizo reescrituras no acreditadas en el guion.

### Rodaje

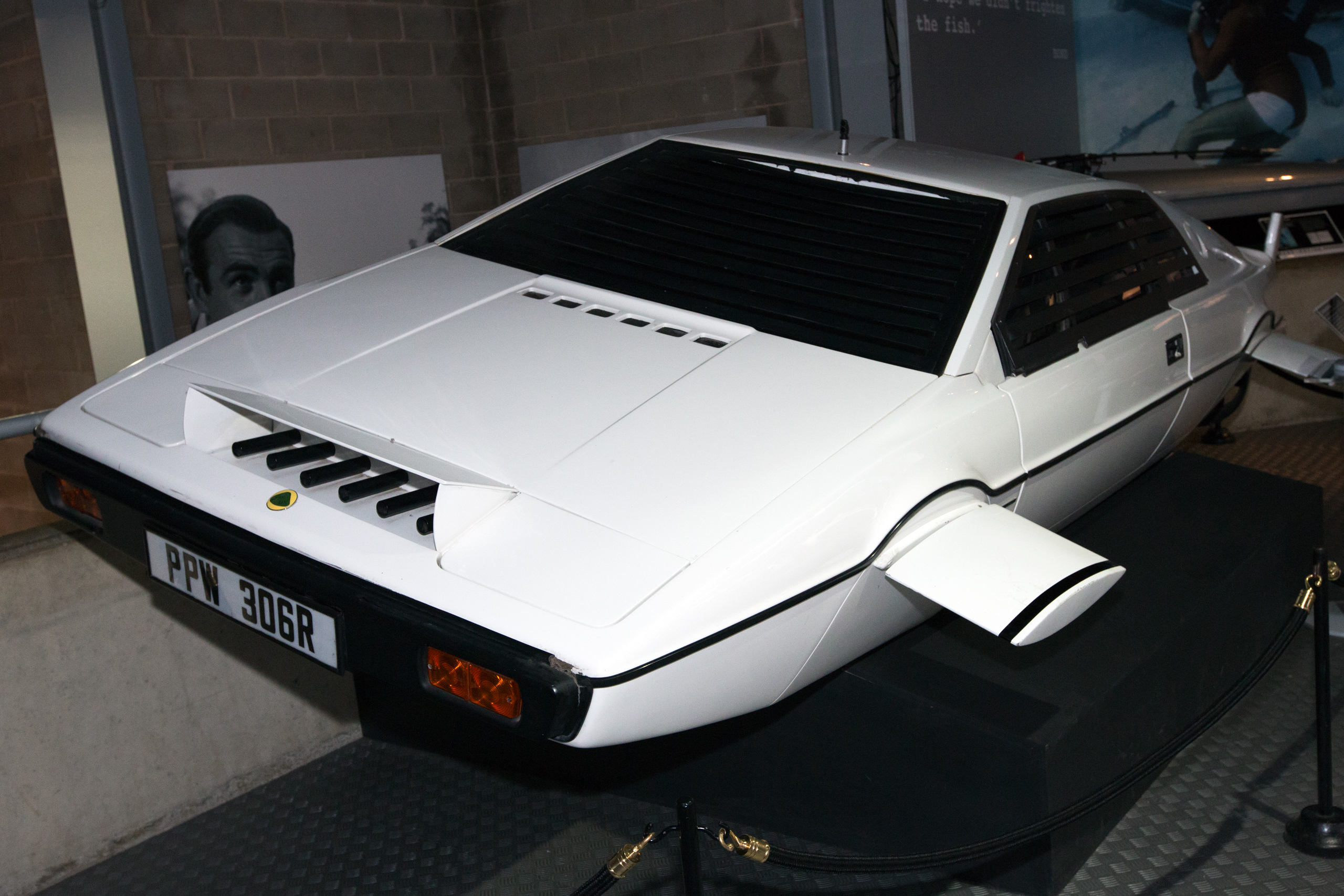
Wet Nellie, Coche empleado en la película. Museo Nacional del Motor (National Motor Museum), en Beaulieu (Hampshire).

Tom Mankiewicz afirma que Catherine Deneuve quería interpretar a la protagonista femenina y estaba dispuesta a reducir su tarifa normal de 400.000 dólares por película a 250.000 dólares, pero Broccoli no quería pagar más de 80.000 dólares. Marthe Keller y Dominique Sanda fueron también consideradas mientras que la candidata original Lois Chiles no fue elegida después de que su agente informara a los productores de que se había retirado. Antes de la elección de Richard Kiel, Will Sampson y David Prowse fueron considerados para interpretar a Jaws.
La película se grabó por primera vez en los estudios Pinewood, siendo la primera película de James Bond filmada en Dolby Sourround Stereo en Londres, Porto Cervo en Cerdeña (Hotel Cala di Volpe), Egipto (Karnak, la Mezquita de Ibn Tulun, el Museo Gayer-Anderson, los templos de Abu Simbel), Malta, Escocia, Isla Hayling UK, Okinawa, Suiza y Monte Asgard en la Isla de Baffin en el entonces territorio norteño canadiense de Territorios del Noroeste (ahora situado en Nunavut).

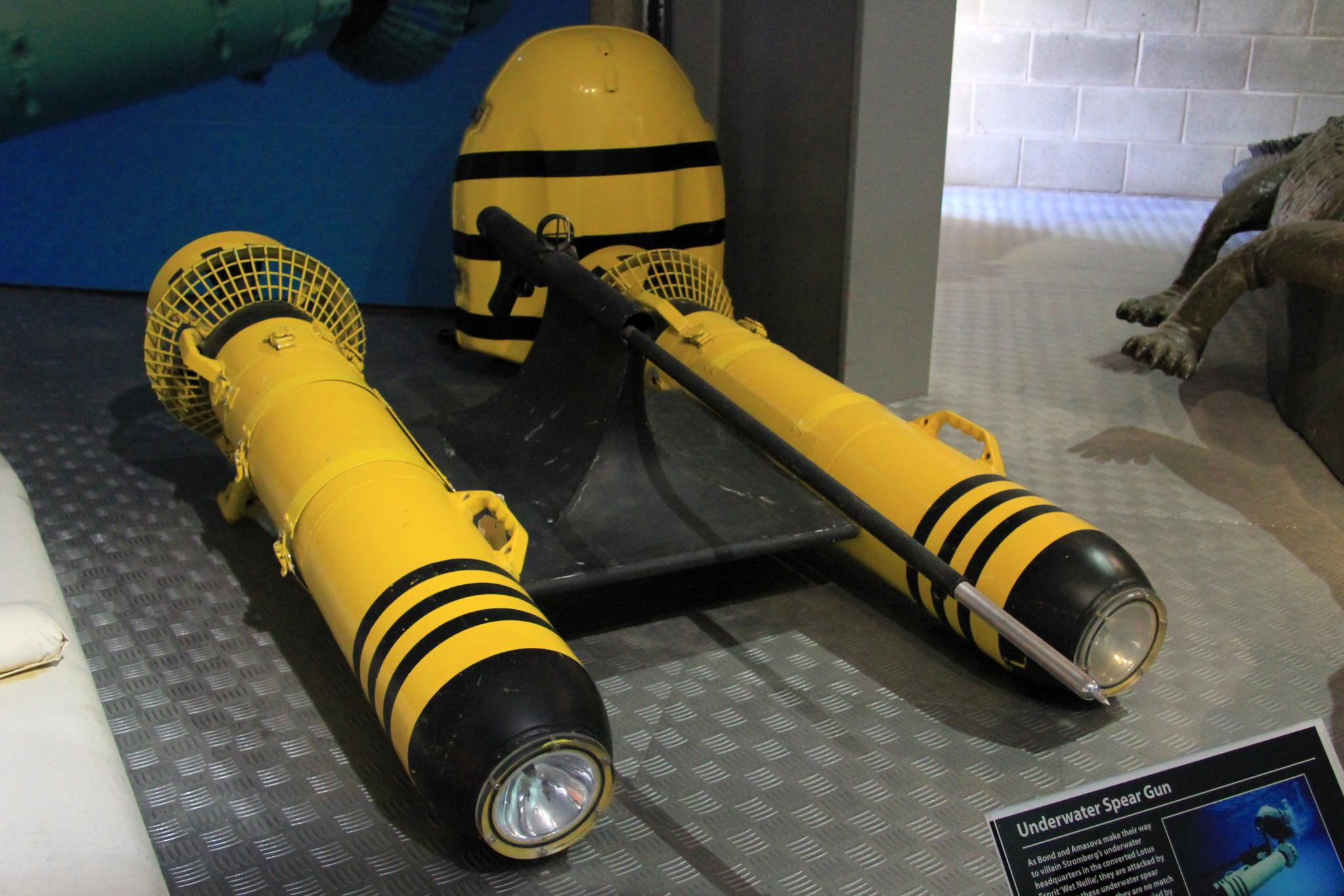
Arma de arpones de Stromberg usada en la película.

Como ningún estudio era lo suficientemente grande para el interior del superpetrolero de Stromberg, y el escenógrafo Ken Adam no quería repetir lo que había hecho con la base del volcán de SPECTRE en Sólo se vive dos veces - "un decorado factible pero a la postre derrochador"-, en marzo de 1976 comenzó la construcción de un nuevo escenario de sonido en Pinewood, el 007 Stage, con un coste de 1,8 millones de dólares. Para complementar este escenario, Eon también pagó la construcción de un tanque de agua capaz de almacenar aproximadamente 5.500.000 litros (1.200.000 galones). El escenario era tan grande que el director de fotografía Claude Renoir se vio incapaz de iluminarlo eficazmente debido al deterioro de su vista, por lo que Stanley Kubrick visitó la producción, en secreto, para asesorar sobre cómo iluminar el escenario. Para los esteriores, mientras Shell estaba dispuesto a prestar un petrolero abandonado para la producción, los elevados riesgos de seguro y seguridad hicieron que se sustituyera por miniaturas construidas por el equipo de Derek Meddings y rodadas en las Bahamas. El tanque de tiburones de Stromberg también se filmó en las Bahamas, utilizando un tiburón vivo en una piscina de agua salada. Adam decidió experimentar con formas curvas para la escenografía, ya que consideraba que todas sus escenografías anteriores eran "demasiado lineales". Así lo demostró con Atlantis, que e
tiene una cúpula y superficies curvas en el exterior, y muchos objetos curvos en el despacho de Stromberg en el interior. Para las oficinas de Gogol, Adam quería un espacio abierto que contrastara con la sede cerrada de M, y se inspiró en Sergei Eisenstein para hacer un decorado "tipo cripta rusa".
La unidad principal comenzó su trabajo en agosto de 1976 en Cerdeña. Don McLaughlan, entonces jefe de relaciones públicas en Lotus Cars, se enteró de que Eon estaba buscando un nuevo coche Bond. Condujo un prototipo de Lotus Esprit con la marca Lotus pegada con cinta adhesiva y lo aparcó frente a las oficinas de Eon en los estudios Pinewood; al ver el coche, Eon pidió a Lotus que le prestara los dos prototipos para el rodaje. El rodaje inicial de la secuencia de la persecución en coche dio lugar a decepcionantes secuencias de acción. Mientras trasladaban el coche entre los rodajes, el piloto de pruebas de Lotus, Roger Becker, impresionó tanto al equipo con su manejo del coche que durante el resto del rodaje en Cerdeña, Becker se convirtió en el piloto de acrobacias.
El misil con sidecar utilizado en una secuencia de persecución fue construido por el personal de la película en Pinewood y utilizó una Kawasaki Z900 estándar y un traje de sidecar hecho a medida. El sidecar se hizo lo suficientemente grande como para que un doble pudiera tumbarse dentro. Tenía dos ruedas de scooter de 10 pulgadas a cada lado, un motor Suzuki 185, y el proyectil desprendido se dirigía a través de una pequeña rueda de goma maciza en la parte delantera. Un morro de plexiglás fuertemente ahumado permitía al doble de acción tener suficiente visibilidad para dirigir el artefacto, a la vez que quedaba totalmente oculto a la vista. Un bloqueo de tipo pinza mantenía el sidecar en su sitio hasta que el piloto lo accionaba mediante un interruptor de solenoide. Las secuencias en las que intervenía el equipo se aceleraban, ya que el peso del sidecar hacía que el equipo fuera muy difícil de controlar.
En octubre, la segunda unidad viajó a Nasáu, Bahamas para filmar las secuencias submarinas. Para crear la ilusión de que el coche se convierte en un submarino, se utilizaron siete modelos diferentes, uno para cada paso de la transformación. Uno de los modelos era un submarino totalmente móvil equipado con un motor construido por Perry Submarines, con sede en Miami. El coche que se ve entrando en el mar era una maqueta, impulsada desde el muelle por un cañón de aire comprimido, mientras que la primera toma submarina del coche era un modelo en miniatura filmado en un tanque de pruebas. Se utilizaron tres carrocerías de tamaño natural para representar la transición real del coche al sumergible. Durante las secuencias de la maqueta, las burbujas de aire que se ven aparecer desde el vehículo fueron creadas por pastillas de Alka-Seltzer.

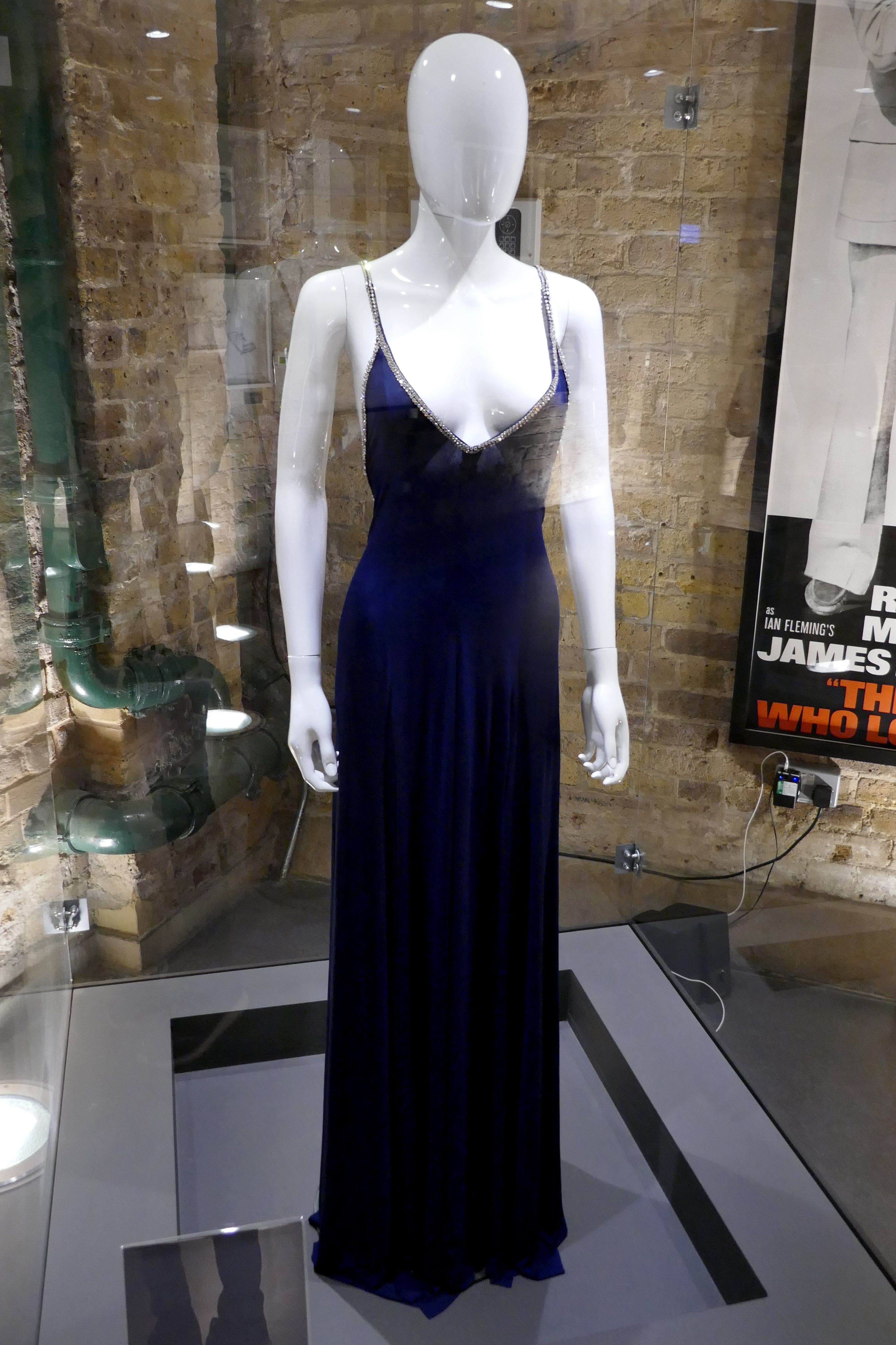
Vestido usado por Barbara Bach para su personaje de Anya Amasova.

En septiembre, la producción se trasladó a Egipto. Aunque la Gran Esfinge de Guiza se rodó en el lugar, los problemas de iluminación hicieron que las pirámides se sustituyeran por miniaturas.  Mientras continuaba la construcción del set de Liparus, la segunda unidad (dirigida por John Glen) partió hacia el monte Asgard, en la isla de Baffin, donde en julio de 1976 escenificaron la secuencia previa a los créditos de la película. El veterano de las películas de Bond, Willy Bogner, capturó la acción, escenificada por el doble de acción Rick Sylvester, que ganó 30.000 dólares por la acrobacia. La escena de Bond esquiando en la montaña se inspiró en un anuncio de Canadian Club Whisky de la revista Playboy de Sylvester realizando la misma maniobra. Esta acrobacia costó 500.000 dólares, la más cara de la época. Las escenas adicionales de la secuencia previa a los créditos se filmaron en la Cordillera de Bernina en los Alpes suizos.
El equipo de producción regresó brevemente al Reino Unido para rodar en la base de submarinos Faslane antes de partir hacia España, Portugal y el golfo de Vizcaya, donde se filmaron los exteriores del superpetrolero. El 5 de diciembre de 1976, con la fotografía principal terminada, el escenario de 007 fue inaugurado formalmente por el ex primer ministro Harold Wilson.
Destaca el anuncio al final de los créditos finales en el que se dice que James Bond volvería en For Your Eyes Only, pero debido al enorme éxito de Star Wars, el proyecto originalmente previsto Sólo para tus ojos se abandonó en favor de Moonraker, de temática espacial, para la siguiente película.
El mini-submarino que ataca el Lotus Esprit vuelve a usarse en Licencia para matar como submarino de Milton Krest.

### Música
El tema principal de la película, "Nobody Does It Better", fue compuesto por Marvin Hamlisch, escrito Carole Bayer Sager, e interpretado por Carly Simon. Fue el primer tema de la serie con un título diferente al de la película, aunque el título se encuentra en la letra. La canción fue nominada al Premio Óscar por mejor canción original pero perdió ante "You Light Up My Life".
La canción tuvo un éxito inmediato y aparece en numerosas películas, como Sr. y Sra. Smith (2005), Little Black Book, Lost in Translation, y Bridget Jones: The Edge of Reason (2004). En 2004, fue galardonada con el American Film Institute como la 67 gran canción como parte de su Serie de 100 años.
La banda sonora de la película fue compuesta por Marvin Hamlisch, que sustituyó al veterano John Barry, que no estaba disponible para trabajar en el Reino Unido por motivos fiscales. La banda sonora, en comparación con otras películas de Bond de la época, está más orientada a la música disco e incluía una nueva interpretación disco del "Tema de James Bond" titulada "Bond 77"; también se incluyeron varias piezas de música clásica. Por ejemplo, mientras da de comer a un tiburón una secretaria engañosa, Stromberg hace sonar Aria para la cuerda de sol (Bach) de Johann Sebastian Bach que era famoso por acompañar a los personajes decepcionados en los anuncios de cigarros de Hamlet. A continuación, interpreta la sección de cuerda inicial del segundo movimiento, Andante, del Concierto para piano n.º 21 de Mozart, mientras su escondite, Atlantis, surge del mar. La partitura también incluye dos piezas de música popular de películas compuestas por Maurice Jarre. El tema de Doctor Zhivago, que suena en la caja de música de Anya durante la secuencia previa a los créditos, y el tema de Lawrence de Arabia, que aparece como música de fondo durante una secuencia en el desierto.

## Estreno y recepción
Además del presupuesto de producción, se gastaron 7,5 millones de dólares en publicidad, impresiones y fiestas para la película. El 20 de mayo de 1977, Roger Moore y Barbara Bach asistieron al Festival de Cine de Cannes para promocionar el próximo estreno de La espía que me amó. Se estrenó con un estreno real al que asistió Princesa Ana en el Odeon Leicester Square de Londres el 7 de julio de 1977. Recaudó 185,4 millones de dólares en todo el mundo, con 46 millones de dólares sólo en Estados Unidos. Fue la película más taquillera de United Artists en su momento. El 25 de agosto de 2006, la película se reestrenó en el cine Empire Leicester Square durante una semana. Se volvió a proyectar en el Empire Leicester Square el 20 de abril de 2008, cuando Lewis Gilbert asistió a la primera proyección digital de la película.
El ejecutivo de Eon Charles Juroe dijo que en una proyección a la que asistió Carlos, Príncipe de Gales, durante la escena del paracaídas con la Union Jack: "Nunca he visto una reacción en el cine como la que hubo esa noche. No podías evitarlo. No podías evitar ponerte en pie. Incluso el príncipe Carlos se puso en pie". Esta escena quedó en segundo lugar en una encuesta de Sky Movies de 2013 sobre el mejor momento de la franquicia cinematográfica de James Bond, sólo superada por la secuencia "No, señor Bond, ¡espero que muera!" de Goldfinger. Era la película Bond favorita de Roger Moore, y muchos críticos la consideran la mejor entrega protagonizada por el actor.

### Críticas contemporáneas
Janet Maslin de The New York Times consideró que la película era una fórmula y que "duraba media hora de más, gracias a la obligatoria conclusión de disparos, ... sin embargo, es la secuencia más aburrida", pero alabó la actuación de Moore y la "cuota de auto-mofa" de la película, que encontró refrescante. Charles Champlin del diario Los Angeles Times felt "La espía que me amó es una estulticia extravagante, una empresa de alto coste en la que se finge una fórmula perfecta. Puede que no sea la tónica de todo el mundo, pero es lo que dice que es, con entusiasmo". Gene Siskel del The Chicago Tribune elogió la maniobra de salto de esquí en la que escribió que "empiezas a pensar que La espía que me amó puede llegar a ser tan buena como Desde Rusia con amor, el mejor Bond de todos. No hubo tanta suerte. Es cierto que el ritmo inicial de la película es imposible de mantener, pero el resto de la película es simplemente buena, no genial". También encontró que Stromberg era menos memorable que los anteriores villanos de Bond, e incluso señaló que "Jaws es mucho más entretenido que su jefe". La revista Variety comentó que la película "es poco original y con poco suspense, como suelen ser estas cabriolas. Pero la acción cargada de trucos es abundante y llamativa, y compensará a la mayoría del público".
Christopher Porterfield, en su crítica para la revista Time, elogió la secuencia previa a los títulos y a Richard Kiel como Jaws. Sin embargo, criticó la película por ser demasiado parecida a las anteriores, comentando que "lo único que queda de la fórmula Bond es el personaje de 007, las estrellas sexys y los artilugios geniales. (Pregunta: ¿en qué más consistía?)". Del mismo modo, Maureen Orth de Newsweek escribió: "Después de la secuencia inicial, gran parte de la acción de La espía que me amó, la décima epopeya de James Bond en la pantalla y la tercera protagonizada por Roger Moore como Bond, es algo cuesta abajo. Pero la película, rodada en siete países, es tan rica en fantasía, está tan llena de bellos paisajes, hermosas mujeres, villanos absurdos y situaciones imposibles que es más fácil suspender la incredulidad por completo y escapar dentro de los artilugios y el glamour." John Simon, escribiendo en su libro Ángulo inverso, afirmó que "hay una clase de película que puede salirse con la suya en todo, y lo merece. La última de James Bond, La espía que me amó, pertenece a esa clase". Gary Arnold, de The Washington Post, calificó la película de "decepción tolerable". Las películas de Bond han tenido tanto éxito que puede ser comercialmente imposible poner fin a la serie. Sin embargo, ha pasado bastante tiempo desde que una aventura de Bond apareció para marcar la moda del entretenimiento escapista y glamuroso. Las películas de Bond, que antes eran ampliamente imitadas y parodiadas por otros productores, ahora se imitan a sí mismas con una eficacia cada vez menor."

### Críticas retrospectivas
En el sitio web FilmCritic.com, Christopher Null otorgó a la película 3 1⁄2 estrellas sobre 5, en la que alabó los artilugios, en particular el coche Lotus Esprit. James Berardinelli de Reelviews escribió que la película es "suave y sofisticada", y Barbara Bach demuestra ser una tia Bond ideal - "atractiva, inteligente, sexy y peligrosa". Brian Webster declaró que los efectos especiales eran "buenos para una película de 1979", y la música de Marvin Hamlisch, "memorable". Danny Peary describió la película como "excepcional ... Por una vez, el gran presupuesto no se desperdicia. Curiosamente, aunque los decorados y los trucos son los más espectaculares hasta la fecha, Bond y el resto de los personajes están atenuados (hay un mínimo de humor de bofetada) para que sean más realistas que en otras películas de Roger Moore. Moore realiza su mejor interpretación en la serie... [Bond y Anya Amasova] son una pareja atractiva, igual en todos los sentidos. La película es una auténtica delicia: una mezcla de romance de espías y película de misiones bélicas bien interpretada, con un reparto inteligente, sexy, visualmente impresionante, lujosamente producida y poderosamente dirigida".
The Times situó a Jaws y a Stromberg como el sexto y séptimo mejores villanos de Bond (respectivamente) de la serie en 2008, y también nombró al Esprit como el segundo mejor coche de la serie (detrás del Aston Martin DB5). En el sitio web de agregación de críticas Rotten Tomatoes, la película tiene un índice de aprobación del 81% basado en 57 críticas con una calificación media de 7,20/10. El consenso de la crítica del sitio web dice: "Aunque insinúa lo absurdo que vendrá en entregas posteriores, el estilo elegante, los villanos amenazantes y el ingenio astuto de La espía que me amó la convierten en la mejor de la era de Roger Moore". En Metacritic, la película tiene una puntuación media ponderada de 55 basada en 12 críticas, lo que indica "críticas mixtas o medias".

## Premios y nominaciones
| Premio                      | Categoría                                                                  | Candidato(s)                                                               | Resultado |
| --------------------------- | -------------------------------------------------------------------------- | -------------------------------------------------------------------------- | --------- |
| Premios Óscar               | Mejor dirección de arte                                                    | Dirección de arte: Ken Adam y Peter Lamont; Decoración de Set: Hugh Scaife | Nominados |
| Premios Óscar               | Mejor banda sonora                                                         | Marvin Hamlisch                                                            | Nominados |
| Premios Óscar               | Mejor canción original                                                     | "Nobody Does It Better" – Marvin Hamlisch y Carole Bayer Sager             | Nominados |
| British Academy Film Awards | Mejor música original                                                      | Marvin Hamlisch                                                            | Nominados |
| British Academy Film Awards | Mejor diseño de producción                                                 | Ken Adam                                                                   | Nominados |
| Premios Globo de Oro        | Mejor banda sonora                                                         | Marvin Hamlisch                                                            | Nominados |
| Premios Globo de Oro        | Mejor canción original                                                     | "Nobody Does It Better" – Marvin Hamlisch y Carole Bayer Sager             | Nominados |
| Premios Grammy              | Mejor disco de banda sonora escrito para película o especial de televisión | Marvin Hamlisch                                                            | Nominados |

- Ganó la Pantalla de oro, concedido por la industria cinematográfica alemana.

- Candidatura a los premio WGA del Gremio de escritores de América, en la categoría de mejor comedia adaptada a otro medio: Christopher Wood y Richard Maibaum.
- 2 candidaturas a los Premio Saturno concedidos por la Academia de cine de ciencia ficción, fantasía y terror de los Estados Unidos.

- Roger Moore como mejor actor.
- Richard Kiel como mejor actor de reparto.

## Novelización
Cuando Ian Fleming vendió los derechos cinematográficos de las novelas de James Bond a Harry Saltzman y Albert R. Broccoli, sólo autorizó el uso del título La espía que me amó. Como el guion de la película no tenía nada que ver con la novela original de Fleming, Eon Productions autorizó, por primera vez, una novelización basada en el guion. Esta sería también la primera novela regular de Bond publicada desde Colonel Sun casi una década antes. Christopher Wood, coautor del guion, recibió el encargo de escribir el libro titulado James Bond, la espía que me amó.
La novelización y el guion, aunque ambos escritos por Wood, son algo diferentes. En la novelización, el SMERSH sigue activo y va detrás de James Bond. Su papel comienza durante el pretítulo. Tras la misteriosa muerte de Fekkish, el SMERSH vuelve a aparecer, esta vez capturando y torturando a Bond para conocer el paradero del microfilm que contiene los planos de un sistema de localización de submarinos (Bond escapa tras matar a dos de los interrogadores). La aparición de SMERSH entra en conflicto con varias historias de Bond, incluyendo la película The Living Daylights (1987), en la que el general Leonid Pushkin comenta que el SMERSH lleva más de 20 años desaparecido. También difiere de la última mitad de las novelas de Bond de Fleming, en las que se dice que el SMERSH ha dejado de funcionar. Los miembros del SMERSH de la novelización incluyen a Amasova y a su amante Sergei Barsov, así como al coronel general Nikitin, un personaje de la novela de Fleming Desde Rusia con amor que desde entonces se ha convertido en el jefe del SMERSH. En el libro, Jaws permanece unido al imán que Bond sumerge en el tanque, a diferencia de la película en la que Bond suelta a Jaws en el agua.
También hay una serie de elementos que, o bien se restan importancia para aumentar la verosimilitud (el Lotus no tiene ningún artilugio en tierra, a diferencia de la versión cinematográfica), o bien se amplían para dar un mayor trasfondo a los personajes (Jaws tiene una historia completa, Nikitin está enamorado de Amasova, Stromberg se llama Sigmond y es alto, calvo y tiene un pequeño crecimiento carnoso en un dedo, a diferencia del Karl Stromberg de dedos palmeados de la película).
Ni los personajes de Q ni la Moneypenny aparecen en la novelización.
Sandor, el secuaz que cae del tejado en El Cairo muere al caer encima de un piano, una muerte que Wood reutilizó en el guion de su siguiente película de Bond, Moonraker.

## Venta de utilería
El Lotus Esprit, también conocido como Wet Nellie, capaz de transformarse de coche a submarino en la película, fue comprado por 616.000 libras en una subasta de Londres en octubre de 2013 por Elon Musk, que planeaba reconstruir el vehículo e intentar que el coche ficticio de doble uso fuera un coche real de doble uso (submarino y terrestre).